# Кавая
Кава́я (алб. Kavaja,  Kavajë) — город в Центральной Албании в 20 км к югу от Дурреса.
Население 20 192 чел., в агломерации — 25 226 чел. (перепись, 2011). Административный центр округа Кавая.

## Географическое положение
Кавая расположена в восьми километрах от побережья Адриатического моря. На восточной окраине города начинаются холмы, тянущиеся до самой Тираны. На западе тоже проходит небольшая гряда холмов, отделяющая город от моря. Между этими холмами лежит равнина от бухты Дурреса до реки Шкумбини.

## История
Кавая впервые упоминается в исторических документах XV века. Тогда местечко называлось Kavalje. Через него проходила древнеримская Эгнатиева дорога, соединявшая Диррахий (современный Дуррес) и Аполлонию. В XVII—XVIII веках Кавая пережила период экономического расцвета, став административным центром и рыночным городом вдвое крупнее Дурреса. Исторические здания Средневековья, а также четыре мечети были разрушены в XX веке, сохранилась только часовая башня. Кавая славилась своим гончарным производством и килимами.
Во времена социализма Кавая была промышленным и сельскохозяйственным центром региона.
В 1980-е гг. в городе Кавая возник первый антикоммунистический профсоюз, сыгравший важную роль в Албанской революции 1990—1992 гг.

## Транспорт
Кавая — транспортный центр на пути из Тираны в Дуррес и из порта Дурреса в Македонию. С 2000 года междугороднее движение осуществляется по объездной дороге. Сам город расположен вдоль автострады по направлению с северо-запада на юго-восток.
Город имеет железнодорожное сообщение.

## Спорт
Местный футбольный клуб «Беса» выступает в Первом дивизионе Албании.

## Знаменитые земляки и жители города
- Гьочи, Тахир — албанский певец
- Джихани, Парит — албанский футболист
- Альтин Ляля — албанский футболист
- Моисси, Александр — немецкий и австрийский актёр
- Симаку, Парашкеви — албанская певица